# Hebrejština
Hebrejština (עִבְרִית‎, ivrit) označuje souhrnně všechny vývojové varianty hebrejského jazyka od starověké hebrejštiny přes biblickou (עברית תנ״כית‎ ivrit tanachit, též לשון הקודש‎, lešon hakodeš, „svatý jazyk“) až po moderní hebrejštinu (עברית‎, ivrit), kterou se dnes hovoří ve státě Izrael.
Hebrejština patří do rodiny semitských jazyků, resp. ke kanaánské severozápadní skupině. Nejstarší dochované hebrejské texty pocházejí z 10. století př. n. l. (tzv. gezerský kalendář). V případě starších textů není možno hovořit o plné diferenciaci severozápadních semitských jazyků mezi jednotlivé jazyky či větve, hovoří se tedy spíše o společné protosemitštině nebo protokeneanštině.

## Název
Výraz hebrejština je odvozeno od řeckého slova Ἑβραϊος (hebrajos), jímž Řekové a Římané občas označovali Židy. Samotní Židé svůj jazyk označovali jako ivrit (עִבְרִית‎, doslova „jazyk Hebrejů“) či „svatý jazyk“ (לְשׁוֹן הַקּוֹדֶשׁ‎ lešon ha-kodeš). Obě hebrejská označení jsou však doložena až z Mišny.

## Hebrejské písmo

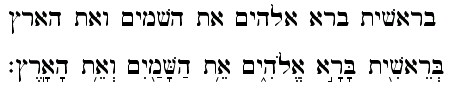
Hebrejský text zapsaný kvadrátním písmem jen pomocí konsonantů (nahoře) a stejný vokalizovaný text (dole)

K zápisu hebrejštiny se používá hebrejské písmo, jehož podoba se v průběhu dějin proměňovala. V období 10.–6. století př. n. l. se pro zápis hebrejštiny používalo tzv. paleohebrejské písmo, jež vycházelo z fénického písma. S rostoucím vlivem aramejštiny se však k zápisu hebrejského textu stále více užívaly aramejské znaky, jež byly pro zápis hebrejštiny uzpůsobeny do tzv. kvadrátního písma. V dalším průběhu se vyvinuly další typy hebrejského písma, svou výsadní pozici si však kvadrátní typ písma dochoval dodnes.
Hebrejština se zapisuje zprava doleva a zpravidla jen pomocí 22 konsonantů, které tvoří abecedu. Vokály, akcenty a případně další znaky do abecedy nepatří a používají se jen jako pomůcka k zajištění správného čtení textu, a to zejména v případě posvátných hebrejských textů.
Hebrejské číslice je kvazi-desítková abecední číselná soustava používající písmena hebrejské abecedy. Systém byl upraven z řeckých číslic na konci 2. století před naším letopočtem.

## Starověká hebrejština
Mezi nejstarší a nejdůležitější hebrejské písemné památky pocházející z doby izraelského a judského království patří tzv. Gezerský kalendář (10. stol. př. n. l.), Samařská ostraka (cca 8. stol. př. n. l.), Šíloašský nápis (cca 700 př. n. l.) nebo Lakíšská ostraka z Lachiše a Tel Aradu (zhruba z doby těsně před pádem Jeruzaléma v r. 586 př. n. l.). Tyto texty mají oproti biblické hebrejštině jednodušší formu, téměř se u nich nevyskytují písmena sloužící jako podklady pro samohlásky (tzv. defektivní psaní, např. צר oproti צור (skála), אש oproti איש (muž)). V těchto nápisech se rovněž nevyskytují pozdější diftongizované tvary (ין jn oproti יין jajin, víno), naopak v Gezerském kalendáři se vyskytuje vzácná forma duálového tvaru ve statu konstruktu zakončená na -o (ירחו jarcho, dva měsíce). Rovněž tyto nápisy obsahují některá slova, která se nevyskytují v biblické hebrejštině.

## Biblická hebrejština

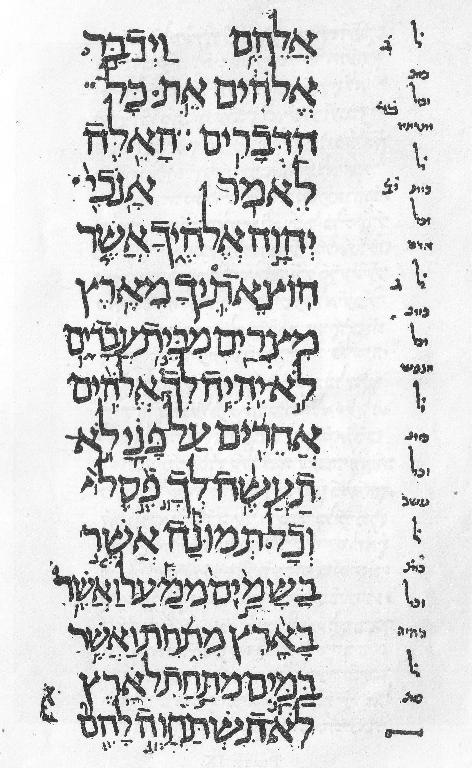
List z hebrejského Pentateuchu –.

Biblická hebrejština je nejstarší spisovnou formou hebrejského jazyka. Oproti předchozím textům se biblický text vyznačuje zvýšeným používáním hlásek alef, jod, vav a he jako podkladů pro samohlásky, často jsou tyto podklady užívány pro jejich prodloužení (což je jev, který se vyskytuje rovněž např. v arabštině). Zároveň díky dlouhé době, během které texty tvořící kánon hebrejské bible vznikaly, je možné sledovat vývoj v psaní různých slov a to směrem k jednodušším a obvyklejším variantám (nahrazování písmena sin písmenem samech, nahrazování složitějších tvarů (תחתני‎, tachteni, „pode mnou“) jednoduššími (תחתי‎, tachtaj). Podle některých domněnek byla řada slov změněna pozdější masoretskou redakcí starozákonního kánonu (tzn. nejdříve kol. r. 100 n. l.). V případě Tóry ale velmi malý počet rozdílů mezi masoretským textem a samaritánským pentateuchem nahrává spíše teorii o původně jednotně redigovaném a tím i mnohem starším textu.

### Gramatika
Gramatika hebrejštiny je podobná jako u ostatních semitských jazyků. Ve svém vývoji je však velmi vyvinutá – na rozdíl od starší starobabylónštiny např. ztratila schopnost skloňovat pomocí pádových koncovek, velmi se zjednodušil i systém zájmen a jejich skloňování. Jednoduchá je však i vzhledem např. k arabštině, která si (alespoň ve své spisovné formě) zachovala skloňování a také starší vokalizaci.

#### Slovesný kořen
Charakteristickým rysem jazyka je základní kořen slovesa určený většinou třemi souhláskami (ve zvláštních případech čtyřmi nebo dvěma). Základní tvar slovesa se udává v 3. osobě sg. m. perfekta, což je tvar, který odpovídá prostému kořeni bez přípon a předpon, jejichž pomocí se časuje. Tento tvar je také většinou uveden ve slovníku jako základní, na rozdíl od např. češtiny, kde se jako základní tvar užívá infinitiv. Od trojpísmenného kořene je také odvozena většina hebrejských substantiv a adjektiv.

#### Slovesný čas
Hebrejština nezná české (či obecně v indoevropských jazycích obvyklé) pojetí slovesných časů. V biblické hebrejštině neexistuje přítomný, minulý nebo budoucí čas v absolutním smyslu. V biblické hebrejštině naopak existují jiné kategorie, vyjadřující jiné aspekty slovesa.
Každé sloveso má dvě základní formy časování:
prefixnínazývá se též imperfektum, preformativní či jednoduše podle tvaru vzorového slovesa jiktol. Ohýbání se děje především pomocí předpon, v omezené míře i koncovek.
| יקטל  | jiktol  | (on) zabije       |
| תקטל  | tiktol  | (ona) zabije      |
| תקטל  | tiktol  | zabiješ (ty muž)  |
| תקטלי | tiktᵉli | zabiješ (ty žena) |
| אקטל  | ektol   | zabiji            | atd.
Základní význam imperfekta je označení neukončeného děje, tedy děje probíhajícího nebo i (ještě) neprobíhajícího, a užívá se proto často k popisu událostí přítomných nebo budoucích. Lze jej však užít i v kontextu minulosti, jako ve verši אז ישיר משה וגו׳‎ (Az jašir Moše… = „Tehdy zpíval Mojžíš…“) pro popis dějů, které v době, jíž se vyprávění týká, teprve probíhaly. Imperfektum také může vyjadřovat angažovaný postoj mluvčího (přání, příkaz, zákaz); to platí zejména pro další způsoby tvořené pomocí imperfektního základu — imperativ, kohortativ a jusiv. Konvenčně se imperfektum překládá budoucím časem; v moderní hebrejštině je toto jeho základní význam.
sufixnínazývá se též perfektum, aformativní či jednoduše podle tvaru vzorového slovesa katal. Ohýbání se děje pomocí koncovek. Konvenčně se překládá minulým časem, což je i jeho význam v moderní hebrejštině.
| קטל   | katal   | zabil         |
| קטלה  | katᵉla  | zabila        |
| קטלתה | katalta | zabil jsi     |
| קטלת  | katalt  | zabila jsi    |
| קטלתי | katalti | zabil(a) jsem | atd.
Základní význam perfekta je vyjádření ukončenosti děje. Kromě dějů ukončených v minulosti lze použít i pro děje dokončované právě předmětným výrokem, jako הנה נתתי לכם וגו׳‎ (Hine natati lachem… = „Hle, [tímto] vám dávám…“) nebo pro děje, jejichž uskutečnění je tak jisté, jakoby už se byly staly. Dále se užívá pro popis stavu, který je výsledkem nějakého ukončeného děje (např. ישב‎ jašav = sedí).
Konkrétní význam užití toho kterého času ten je určen také postavením slovesa ve větě. Tak například forma וקטל ve-katal (tedy perfektum následující hned za spojkou 've') označuje následné dění či činnost; forma וְיקטל ve-jiktol (tedy imperfektum následující hned za spojkou ve) obvykle označuje účel či přání a do češtiny se překládá často větou účelovou (se spojkou aby). Hebrejština zná také tzv. narativ[zdroj⁠?!], tj. formu ויקטל va-jiktol, v jejímž základu stojí imperfektum. Používá se při vyprávění a vyjadřuje sekvenci událostí jdoucích za sebou. V rámci vyprávění pak větné formy typu we-[…] qatal (tedy spojka ו we, část věty a sloveso, často až na konci věty) vyjadřují doplňující informace k hlavní dějové linii. Z toho plyne, že slovesné způsoby v klasické hebrejštině nevyjadřují absolutní čas, kdy k události došlo/dojde, nýbrž relativní vztah k dalším částem výpovědi.
Dalšími slovesnými tvary jsou infinitivy a participia.

#### Kmeny
Hebrejština nemůže odvozovat příbuzné významy slovesa pomocí předpon, jak je obvyklé u evropských jazyků, avšak podobně jako další semitské jazyky si pomáhá tvořením odvozených kmenů. Odvozování se děje pomocí předpon či zdvojování kořenových souhlásek. Biblická hebrejština zná celkem 7 základních slovesných kmenů (hebrejsky בִּנְיָנִים‎ binjanim, doslova „stavby“). Kromě nich se lze sporadicky setkat i s jinými, avšak spíše výjimečně. Každý odvozený kmen upravuje význam slovesa. V biblické hebrejštině se tento nový význam dá často odvodit, nicméně není nutně pravidelný a je třeba konzultovat skutečný význam se slovníkem.
Kmeny se obvykle označují jako:
- קל‎ – kal (nebo též פעל‎ pa'al) – prostý aktivní tvar, např. „lámal“.
- נפעל‎ – nif'al – prostý pasivní tvar, např. „byl lámán“.
- פיעל‎ – pi'el – intenzivní aktivní tvar, např. „zlomil“.
- פועל‎ – pu'al – intenzivní pasivní tvar, např. „byl zlomen“.
- הפעיל‎ – hif'il – kauzativní aktivní tvar, např. „způsobil, aby zlomil“.
- הופעל‎ – hof'al – kauzativní pasivní tvar, např. „byl donucen zlomit“.
- התפעל‎ – hitpa'el – reflexní, nebo také zvratný tvar, např. „zlomil se“ ale také pozabíjel si či zabil se

Názvy odvozených kmenů pocházejí od tvarů slovesa פעל‎ pa'al (dělat) v patřičném tvaru. Od každého takového kmene je možné vytvořit další gramatické tvary: imperfekta, perfekta, imperativy, participia a většinou i infinitivy.

#### Zájmena
Osobní zájmena v samostatné formě existují (až na pozdní výjimky) jen jako vyjádření podmětu věty (v češtině tomu odpovídá 1. pád). Ve všech ostatních případech se vyskytují ve formě zájmenných sufixů připojovaných za slovesa, substantiva, předložky, částice atd. Přivlastňovací zájmena jako taková proto neexistují.
Ukazovací zájmena rozlišují obvykle rod (mužský, ženský) a číslo (jednotné, množné) a ve větné syntaxi se chovají podobně jako přídavná jména.

#### Skloňování
Stejným způsobem probíhá skloňování substantiv. Původní skloňování pomocí koncovek biblická hebrejština již nezná. Větná struktura v hebrejštině nezná vedlejších vět ani pomocných sloves (např. být), zato využívá hojně jmenných tvarů sloves.

#### Konsekutivní vav
Pro biblickou hebrejštinu je významný jev, který se v jiných než biblických textech neobjevuje, a to je „vav conversivum“ neboli konsekutivní vav. Jedná se o syntaktický jev, využívaný při souvislém vyprávění. Hebrejština upřednostňuje všude parataxi, čili souřadná souvětí spojené spojkou vav, česky „a“, a to ve významu slučovacím i vylučovacím. V tomto případě prostého sledu událostí vyprávění se pak uplatňuje pravidlo, že sloveso, kterému předchází tato spojka „vav“, mění svůj „čas“. Tzn. je-li toto sloveso v perfektu, má význam imperfekta, a obráceně. Je možné, že se jedná o pozůstatek třetí slovesné formy („času“, „konjunktivu“), který se používal po této předložce „vav“, která svým tvarem splynula s imperfektem. Známkou toho mohou být občas se vyskytující zvláštní sufixy a tvary, které se vyskytují jen v případě, že je sloveso spojeno s konsekutivním vav. Jiná teorie tvrdí, že se jedná o pozůstatek vlivů starších semitských jazyků (především akkadštiny) a jedná se tak o jev charakteristický pro východosemitské jazyky, který se uchoval v západosemitské biblické hebrejštině.

### Masoretská redakce
Během masoretské redakce biblického textu došlo také ke změnám některých zájmen a zájmenných přípon (např. původní אתי ati (ty, f.) na את at, pravděpodobně pod vlivem aramejštiny) a ustanovením tzv. ketiv (aramejsky: to, co je psáno) a kere (aramejsky: to, co se má číst). V některých případech pravděpodobně ukazuje kere starší tvar vyslovování, kterému byla dána přednost, v některých je naopak starší tvar zachován v ketiv.

### Konsonanty a vokály
Hebrejská abeceda vykazuje určitou redukci konsonantů oproti protosemitským textům. Řadu z těchto konsonantů, byť ne v jejich původní podobě, užívá dodnes arabština. Např. hebrejské z představuje původní z i dz, hebrejské c (původně pravděpodobně emfatické s) představuje emfatické hlásky d, z i s, hebrejský ajin představuje jak původní ajn tak i ghajn. Na druhou stranu došlo i k rozšíření významu, např. písmeno šin se rozdělilo na šin a sin, jak naznačuje příběh ze Soudců 12, 6 (sibolet oproti běžnému šibolet), což je také jediný záznam o existenci různých dialektů v biblickém období hebrejštiny. Definitivní rozdělení mezi šin a sin bylo provedeno až během tiberiadské vokalizace hebrejštiny. Zároveň došlo během vývoje k opuštění zdvojování hrdelnic (laryngál a faryngál) a posledních konsonantů slov.
Rovněž výslovnost vokálů nebyla jednotná, v babylónské výslovnosti neexistoval rozdíl mezi cere a segol, rovněž neexistovala jednotná výslovnost vokalizačního znaménka kamac (dnes obecně vyslovovaného jako [a], dříve rovněž i jako [o]).

### Svitky od Mrtvého moře
Zvláštní tvary, které byly v biblických textech nahrazeny tvary jednoduššími nebo arameizovanými, se dochovaly ve větší míře ve svitcích nalezených v Kumránu u Mrtvého moře. Svitky jsou zároveň pozoruhodné mnohem větším výskytem písmene sin na úkor samech, než je tomu v masoretském biblickém textu. Dále je řada slov použita v mírně odlišném významu než v biblickém textu, například velekněz je nazýván kohen ha-roš namísto běžného kohen gadol, lehce odlišný je i způsob vokalizace některých slov nebo systém kmenů.
Pozice laryngál je oslabena natolik, že často vypadnou ze slova úplně (např. alef a ajin) nebo jsou nahrazeny (chet je nahrazeno he). Existuje domněnka, založená mj. na informacích z Talmudu, že řada Židů byla v té době pod vlivem řečtiny a tudíž nebyli schopni konzonanty jako ajin nebo chet řádně vyslovit a vynechávali je. Pisatelé svitků od Mrtvého moře mohli být ovlivněni podobným způsobem. Hebrejština svitků je dnes považována za slepou vývojovou větev biblické hebrejštiny.

## Mišnická hebrejština
Hebrejština Mišny a Gemary je dalším vývojovým stupněm hebrejského jazyka. Tato podoba se začíná vyvíjet zhruba v pozdním období druhého Chrámu pod vlivem aramejštiny (tehdy hlavního dorozumívacího jazyka na Blízkém východě), řečtiny, latiny a perštiny. Charakteristická je především arameizovanými tvary v plurálu (ין- -in namísto ים- –im), používáním arameizovaných tvarů zájmen (אני, ani oproti אנוכי, anochi – „já“, אנו, anu oproti אנחנו, anachnu – „my“), zkracováním tvarů (יהא, jehe oproti יהיה, jihje – „bude“) nebo zvýšenou frekvencí užívání tvarů slovesných participií (která vyjadřují přítomný čas). Slovní zásoba je obohacena o výpůjčky z těchto jazyků – אספקלריה (aspaklarja, zrcadlo, namísto hebrejského מראה) nebo הדיוט (hediot, z řeckého ιδιώτης idiotés, idiot, používané ve významu „nezkušený“, „amatér“ nebo jako opak experta v určitém oboru) אויר (avir, vzduch – pravděpodobně z řeckého aer). Řada z těchto výrazů slouží dodnes v moderní hebrejštině.
Kromě těchto slovních výpůjček došlo v samotné hebrejštině ke změnám rodů u některých slov (z maskulina na femininum a naopak), některá slova, mající ryze abstraktní význam v biblické hebrejštině (צדקה cdaka, spravedlnost) získala v mišnické význam konkrétní (charita, dobročinnost).

### Syntax
Syntax mišnické hebrejštiny je mnohem jednodušší než biblické, nevyskytuje se konsekutivní vav, tvary i věty bývají často zkracovány a celkově se hebrejština Mišny více stavbou věty přibližuje moderní hebrejštině (která z ní částečně vychází). Pro čistě mišnické formulace je charakteristické velmi řídké užívání osobních zájmen, tato jsou mnohem častěji nevyjádřena a jsou součástí slovesného tvaru. Mezi slovesné tvary charakteristické pro mišnickou hebrejštinu patří kombinace slovesa v perfektu a participiu – např. הוא היה אומר (hu haja omer, dosl. „on byl říkající“, tj. „byl zvyklý říkat“, „říkával“) nebo zvýšené užívání vazby יותר מי (joter mi- více než), oproti jednodušší biblické vazbě vyjádřené pouze מין mi(n)-

### Užití
Vliv mišnické hebrejštiny můžeme najít již nejmladších biblických textech (kniha Ester, knihy Kronik), v dopisech Šim’ona bar Kochby a pochopitelně i v Mišně, Gemaře, Toseftě a Midraších. Až do zničení Chrámu v r. 70 nebyla užívána (s výjimkou biblických textů) jako psaný jazyk a od 3.–5. stol. (kodifikace textu Talmudu) přestává být používána jako jazyk mluvený.
Mišnickou hebrejštinu můžeme rozdělit na dvě skupiny:
- Jazyk tanaitů, přičemž odlišnosti ve vokalizaci vyhrazuje palestinská a babylónská podoba (respektive podoba, v jaké byla do Babylonie přenesena)
- Jazyk amoraitů, opět s odlišnostmi v palestinské a babylónské výslovnosti – tato forma ale není považována za hodnověrnou v případě studia, neboť v té době se tato podoba hebrejštiny již z mluveného prostředí vytrácela.

## Středověká hebrejština
Velmi rozšířené tvrzení, že hebrejština byla od starověku mrtvým jazykem, není zcela přesné. Hebrejština byla nahrazena ve středověku v běžné komunikaci jazykem prostředí, ve kterém se Židé pohybovali (aramejština, arabština, řečtina, perština, němčina, v českých zemích např. čeština). Nebyla však vytlačena z pozice jazyka psaného – stala se jazykem, kterým byly psány komentáře k Bibli, Talmudu a midrašům, tímto jazykem byla rovněž psána responza (halachická rabínská rozhodnutí) a později halachická literatura, s nástupem kabaly byly hebrejsky (respektive aramejsky) psány mystické kabalistické spisy. Toto neustálé používání nutilo hebrejsky píšící autory jazyk neustále zdokonalovat a vyvíjet, vznikala potřeba nových slov, které by byly použitelné pro vysvětlení např. některých vzácně se vyskytujících a tudíž neznámých hebrejských slov. Za tímto účelem vznikaly jak novotvary, tak i nová pohebrejštěná slova převzatá z cizích jazyků.

### Pijut
Jedním z prvních použití hebrejštiny jako literárně aktivního jazyka po vymizení mišnické hebrejštiny, bylo v hebrejské liturgické poezii – Pijut. Jazyk pijutim vychází částečně z biblického jazyka, čímž měly naznačit kontinuitu a snáze se ujmout jako liturgický prvek, a částečně z mišnické hebrejštiny, neboť bez její slovní zásoby a vyjadřovacích možností by nebylo možné do pijutu vkomponovat homiletické prvky. Také v pijutim docházelo k posunům ve významu slov, ať už náhodně nebo záměrně.

#### Kritikapijutim
Pijut nebyl pouze bezvýhradně přijímán, mezi jeho největší kritiky patřil slavný židovský učenec Abraham ibn Ezra, který charakterizoval pijut ve čtyřech bodech. Podle něj je pijut
1. ovlivněn cizími jazyky
2. plný gramatických chyb
3. na rozdíl od modliteb je význam některých formulací a veršů v pijutim záhadný nebo nedávající smysl
4. spíše homilií než poezií.

Mezi pijutim, které vznikaly od 6. do 9. stol. v Erec Jisra’el a pozdější hebrejskou liturgickou poezií, jejíž centrum bylo především ve Španělsku, existují rozdíly ve významech slov, což způsobovalo mimo jiné i to, že španělští středověcí Židé někdy jen s obtížemi rozuměli starším izraelským pijutům.
Mezi španělskými Židy se rozšířila praxe používat pro prózu a filosofii arabštinu, pro poezii (jak světskou, tak i liturgickou) pak hebrejštinu, která byla židovskými autory hodnocena jako krásnější, vznešenější a samozřejmě mnohem bohatší jazyk než arabština.

### Překlady do hebrejštiny
Řada filozofických děl židovských autorů (Sa’adja Gaon, Jehuda Halevi nebo Maimonides) byla již během středověku přeložena do hebrejštiny. Velkou část tohoto díla odvedla rodina Tibonidů. Jehuda ibn Tibon napsal, že ve svých překladech vycházel jak z hebrejštiny biblické, tak i z mišnické, podle toho, která se mu zdála v tu či onu chvíli vhodnější.

### Tibonidovská hebrejština
Tato specifická forma hebrejštiny, která se začala nazývat podle svých autorů, přetrvala pět generací příslušníků rodiny ibn Tibonů, a během této doby byly přeloženy do hebrejštiny stovky arabských knih, ať už židovských nebo arabských autorů. Tibonidovská hebrejština nezapře inspiraci v arabském jazyce a uzpůsobení některých arabských slov a frází jejich hebrejskému ekvivalentu, byť někdy na úkor spisovnosti nebo srozumitelnosti. Množství přeložených děl ovlivnilo i pozdější hebrejsky píšící autory, takže tibonidovská podoba hebrejštiny byla používána i u originálních hebrejských děl.

### Maimonidova hebrejština
Opačným případem je hebrejština použitá Maimonidem v jeho díle Mišne Tora – na rozdíl od jeho dalšího epochálního díla More nevuchim je Mišne Tora napsaná v originále hebrejsky. Ačkoli i v jeho díle můžeme nalézt stopy arabského vlivu, jedná se téměř bez výjimky o vlivy dřívějších hebrejských překladů arabských textů. Ve srovnání s tibonidovskou hebrejštinou je Maimonidova hebrejština považována za „vznešenější“, více učenou a společně se spisy Abrahama ibn Ezry za typickou ukázku rabínské středověké hebrejštiny.

### Aškenázská hebrejština
Aškenázští židé udržovali úzké svazky s Erec Jisra’el – tento vztah je vidět zvláště na podobnosti izraelských a aškenázských pijutim. Zatímco v sefardském kulturním prostředí se hebrejština dělila o post hlavního psaného jazyka s arabštinou, v aškenázském světě byla její pozice neotřesitelná. Byla ovšem ovlivňována jazyky, kterými se aškenázští židé dorozumívali – nejvíce němčinou a později s přesunem aškenázského centra na východ i polštinou. Hebrejština užívaná německými a polskými Židy byla ovlivněna syntaxí němčiny – např. ידע מן (dosl. „vědět z...“, z německého wissen von – „vědět o...“), על השוק (dosl. „na trh“ – z auf den Market, namísto tradičnější hebrejské vazby לשוק) apod.
Rabínská středověká hebrejština byla díky své pružné a nestanovené gramatice později odmítnuta v období haskaly na úkor biblické hebrejštiny, ale některé arabštinou ovlivněné variace se staly jednou z mnoha inspirací pro zrod moderního hebrejského jazyka.

## Moderní hebrejština

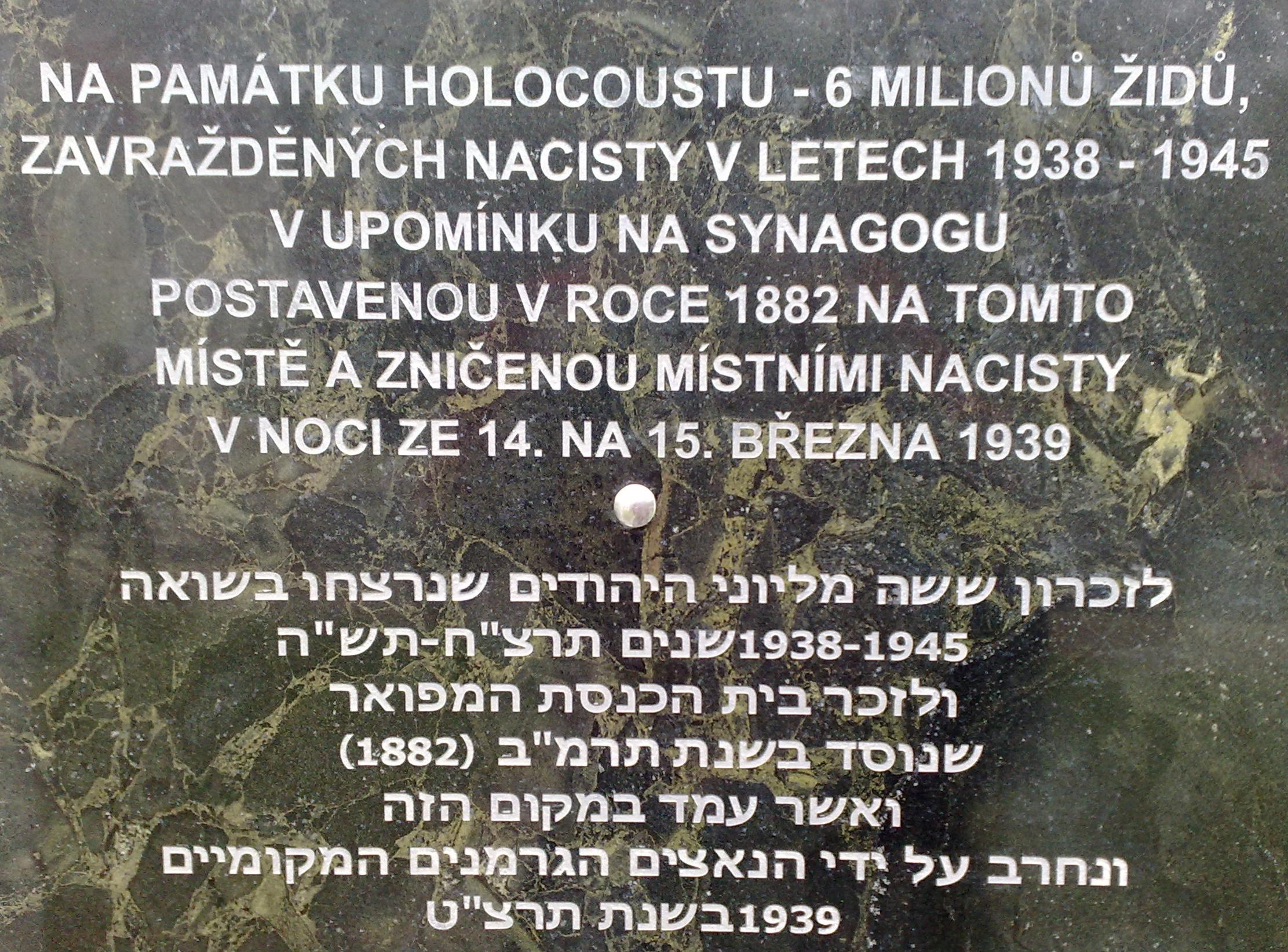
Hebrejsky a česky psaná plaketa v Teplicích

Dějiny moderní hebrejštiny, označované souhrnně jako ivrit, začínají se zrodem sionistického hnutí v 19. a 20. století. Období obnovy hebrejštiny jako moderního živého jazyka začíná rokem 1881, kdy se do Palestiny (tehdy integrální součásti Osmanské říše) přistěhoval z Litvy Eli’ezer Ben Jehuda (vlastním jménem Eli’ezer Jicchak Perlman), který se stal hlavním propagátorem užívání hebrejštiny v každodenním životě. Do té doby byly hlavními jazyky jišuvu (židovského osídlení) arabština, ladino a jidiš. Řada nově příchozích přistěhovalců hovořila rusky, jako o společném jazyku se uvažovalo též o němčině nebo francouzštině, tisk vycházel rovněž anglicky a italsky. Jeden společný dorozumívací jazyk pro židovské obyvatelstvo Palestiny byl tedy více než nutný.
Úkol, který si Ben Jehuda předsevzal, mu byl usnadněn několika faktory (kromě nutnosti společného jazyka, kterou pociťovali hlavní představitelé sionistického hnutí) – na celém území Palestiny (v Turecku „jižní Sýrie“) neexistoval žádný ryze národní jazyk stejně jako neexistoval ryze palestinský národ. Arabština byla užívána jako dorozumívací jazyk pouze ve formě syrsko-palestinského dialektu, ve spisovné podobě pak byla stejně jako spisovná hebrejština odkázána k bohoslužebným účelům. Jako jazyk úřední a vojenský sloužila turečtina. Hebrejština byla velmi vhodně zvolená jako ideologický nástroj podporující sionistické snahy o ustanovení židovského – hebrejského státu, navíc tak docházelo v období archeologických objevů, které ještě více umocňovaly spojení moderních „Hebrejců“ s jejich starověkými předky.
Hlavním problémem bylo vytvoření nové slovní zásoby odpovídající potřebám moderní doby. Pro tyto účely sloužily jak hebrejské novotvary, tak i slova převzatá z arabštiny nebo aramejštiny. Gramatický systém byl téměř beze změn přejat z biblické hebrejštiny, pouze systém vidů byl opuštěn a nahrazen pro indoevropské jazyky typickým systémem časů (perfektum – minulý, imperfektum – budoucí, participium – přítomný), stejně tak nebyla obnovena biblická anomálie konsekutivní vav. Některé biblické tvary se postupně přestaly používat (infinitiv absolutní, participium nif’alu, které se rovněž ukázalo jako nadbytečné apod.). Syntax je podobná biblické hebrejštině, nicméně inspirace pro syntax byly brány jak z maimonidovské středověké hebrejštiny, tak i z pozdější východoevropské hebrejštiny.
Ohledně výslovnosti se Ben Jehuda přikláněl k sefardské výslovnosti na úkor aškenázské, ale narážel na problém, kdy imigranti z Evropy nebyli schopni určité hlásky (především ajin a chet) vyslovit. V roce 1923 Va’ad ha-lašon („Výbor pro jazyk“) ustanovil následující doporučení:
ב bez dageš = [v]; ו = arabské و (anglické [w]); ח = arabské ح (hluboké ch) odlišné od כ bez dageš, které je totožné s arabským خ [ch]; ט = arabské ط (emfatické t); ע = arabské ع (ʿajn); צ = c; ק = arabské ق (q, zadopatrové [k]); ת bez dageš = arabské ث (jako anglické [th] ve slově „thin“). Toto rozdělení nenásleduje zcela sefardskou výslovnost, nicméně některé charakteristické znaky aškenázské výslovnosti byly vynechány – podle pozdějšího ustanovení byl kamac gadol vokalizován jako [a] a ת bez dageš bylo nadále vyslovováno jako [t].
V roce 1918 byla již hebrejština jako živý jazyk přijata jako jeden z úředních jazyků mandátní správy v Palestině a v roce 1948 se stala úředním jazykem státu Izrael.

## Příklady

### Číslovky
| Hebrejsky | Transliterace | Česky |
| אחת       | achat         | jeden |
| שתים      | shtayim       | dva   |
| שלוש      | shalosh       | tři   |
| ארבע      | arba          | čtyři |
| חמש       | chamesh       | pět   |
| שש        | shesh         | šest  |
| שבע       | sheva         | sedm  |
| שמונה     | shmone        | osm   |
| תשע       | tesha         | devět |
| עשר       | eser          | deset |

## Vzorový text
Otče náš (modlitba Páně):
Avinu šebašamajim, jitkadeš šimcha.
Tavo malchutcha, je’ase r’conecha
kivašamajim ken ba’arec.
Et lechem chukeinu ten-lanu hajom.
U’slach-lanu al chata' einu,
kemo šesolchim gam anachnu lachot’im lanu.
Ve’al-tevieinu lidei nissajon, ki im-hacileinu min-hara. Amen.

### Všeobecná deklarace lidských práv
| hebrejsky   | כל בני האדם נולדים חופשיים ושווים בכבודם ובזכויותיהם. הם ניחנים בתבונה ובמצפון ועליהם לפעול יחד ברוח אחווה.‎                                       |
| transkripce | Kol bnej ha-adam noldim chofšijim ve-šavim bi-chvodam uvi-zchujotejhem. Hem nechanim bi-tvuna uve-macpun ve-alejhem lif'ol jachad be-ruach achva. |
| česky       | Všichni lidé se rodí svobodní a sobě rovní co do důstojnosti a práv. Jsou nadáni rozumem a svědomím a mají spolu jednat v duchu bratrství.        |